# Erich Poyntner
Erich Poyntner (* 1960 in St. Pölten) ist ein österreichischer Universitätsdozent, Gymnasiallehrer, Schriftsteller und Schachspieler. 

## Leben
Poyntner studierte nach der Reifeprüfung am Gymnasium Tulln an der Universität Wien Deutsch und Russisch und absolvierte ein Auslandssemester in Leningrad. Danach wurde er Lehrer am Gymnasium Josefstraße für Russisch und Deutsch und lehrte am Institut für Slawistik der Universität Wien mit dem Schwerpunkt Fachdidaktik. 2012 war er Preisträger des Internationalen Puschkin-Wettbewerbs.
Seit 2012 ist er ein aktiver Schachspieler mit einer aktuellen Elo-Zahl von 1943. Das macht ihn zur Nummer 780 unter den aktiven Spielern in Österreich.

## Werke
- Die Zyklisierung lyrischer Texte bei Alexandr A. Blok. Sagner, München 1988, ISBN 3-87690-410-2.
- Anderswelt: Zur Struktur der Phantastik in der russischen Literatur des 20. Jahrhunderts. Lang, Frankfurt am Main 2007, ISBN 978-3-631-54026-8.
- Der Zerfall der Texte: Zur Struktur des Hässlichen, Bösen, und Schlechten in der russischen Literatur des 20. Jahrhunderts. Lang, Frankfurt am Main 2005, ISBN 3-631-36918-2.
- Prostranstvo. Intimer und öffentlicher Raum, Kosmos und Chaos in der russischen Literatur. Lang, Frankfurt am Main 2015, ISBN 978-3-631-66540-4.